# Planetární plášť

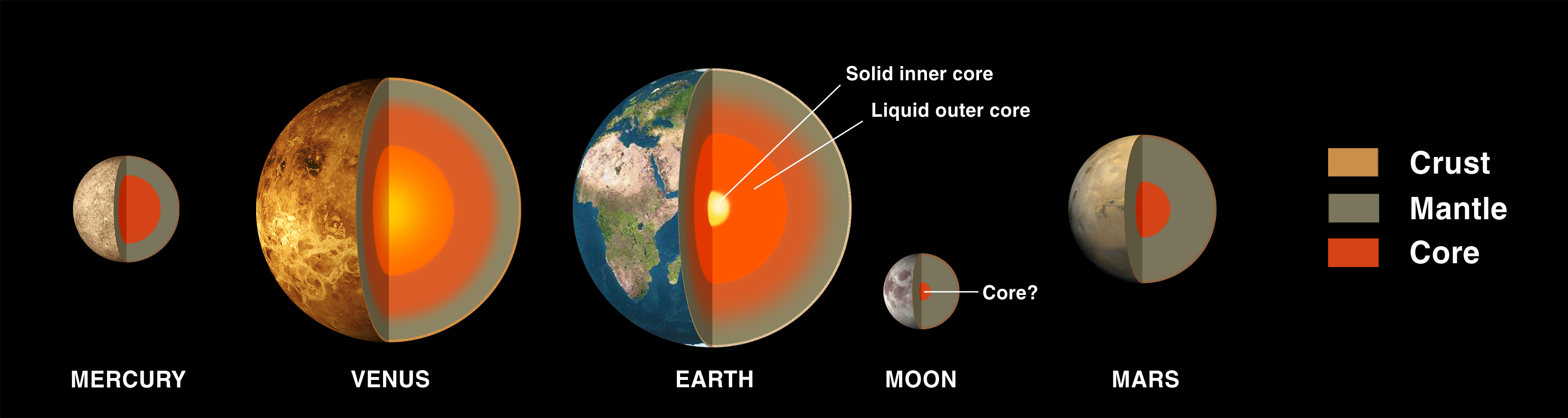
Srovnání předpokládané stavby terestrických objektů Sluneční soustavy

Planetární plášť respektive plášť obecně je jedna z planetárních sfér, která se nachází u terestrických planet pod svrchní pevnou kůrou nad planetárním jádrem. Jedná se o nejmocnější vrstvu ve složení planety, která je složena z roztaveného materiálu v podobě magmatu. V případě plynných planet je plášť tvořen z kapalných látek, nejčastěji plynů, které mění své skupenství vlivem extrémního tlaku.
V plášti je od žhavého jádra ke kůře teplo transportováno prouděním (konvekcí) a dochází zde i k pohybu plášťových chocholů. V některých případech je možné rozlišovat vnitřní a vnější plášť. Tyto dva pláště se od sebe liší složením a na jejich přechodu existuje zjistitelná hranice (v případě Země).